# Dryopidae
Dryopidae es una familia de escarabajos.

## Descripción
Los adultos tienen pelos densos, lo que permite que los escarabajos respiren bajo el agua. Cuando las pupas completan la etapa de su ciclo de vida, se mueven hacia el agua corriente y pueden ser atraídas por las luces.
A pesar de que se les conoce como insectos acuáticos, los escarabajos no pueden nadar y se aferran a los detritos que flotan. Todos los escarabajos de agua se alimentan de plantas que están en el agua, pero las larvas también se alimentan de pequeños animales y la mayoría de ellos son terrestres. Stygoparnus es el único género de la familia en el que tanto las larvas como los adultos son acuáticos.
Los géneros de la familia se parecen mucho a los escarabajos rápidos (Elmidae), pero las antenas son diferentes de Dryopidae.

## Géneros
- Ahaggaria Bollow, 1938
- Ceradryops Hinton, 1937
- Drylichus Heller, 1916
- Dryops Olivier, 1791
- Elmomorphus Sharp, 1888
- Elmoparnus Sharp, 1882
- Geoparnus Besuchet, 1978
- Guaranius Spangler, 1991
- Helichus Erichson, 1847
- Holcodryops Spangler, 1987
- Malaiseianus Bollow, 1940
- Onopelmus Spangler, 1980
- Oreoparvus Delève, 1965
- Pelonomus Erichson, 1847
- Phallodryops Delève, 1963
- Postelichus Nelson, 1989
- Protoparnus Sharp, 1883
- Pseudopelonomus Brown, 1981
- Quadryops Perkins & Spangler, 1985
- Rapnus Grouvelle, 1899
- Sostea Pascoe, 1860
- Sosteamorphus Hinton, 1936
- Strina Redtenbacher, 1867
- Stygoparnus Barr & Spangler, 1992
- Uenodryops Satô, 1981
- Palaeoriohelmis Bollow, 1940
- Potamophilites Haupt, 1956